# Charles Middleton
Charles Middleton (ur. 14 października 1726 w Leith, zm. 17 czerwca 1813 w Barham Court) – brytyjski wojskowy i polityk.

## Życiorys
Był synem Roberta Middletona i Helen Dundas, córki Charlesa Dundasa. W 1741 zaciągnął się do Royal Navy jako służący kapitana HMS „Sandwich”, a następnie HMS „Duke”. Następnie służył na pokładzie HMS „Flamborough” jako midszypman. W 1745 został awansowany do stopnia porucznika. Następnie pływał na pokładzie HMS „Chesterfield” na wodach na zachód od Afryki. Podczas wojny siedmioletniej służył na HMS „Anson”. Brał udział w zdobyciu dwóch francuskich okrętów w Louisbourgu, a następnie stacjonował na Wyspach Nawietrznych.
W 1757 Middleton został dowódcą slupa HMS „Speaker”, a w 1759 fregaty HMS „Arundel”. W 1760 r., jako dowódca HMS „Emerald”, zdobył w Indiach Zachodnich 16 francuskich statków. Od 1762 patrolował wybrzeże Normandii, dowodząc fregatą HMS „Adventure”. W grudniu 1761 poślubił Margaret Gambier. W 1763 zamieszkał z żoną w Teston i przez 12 lat prowadził życie posiadacza ziemskiego.
Po wybuchu rewolucji amerykańskiej w 1775 otrzymał nadzór nad bazą floty w Nore u ujścia Tamizy. W 1778 został kontrolerem floty i sprawował ten urząd przez 12 lat. W 1781 otrzymał tytuł baroneta. W 1784 został wybrany do Izby Gmin jako reprezentant okręgu Rochester. W parlamencie zasiadał do 1790.
W 1793 otrzymał rangę wiceadmirała, a w 1795 został admirałem zespołu niebieskiego. W 1805 otrzymał tytuł 1. barona Barham i zasiadł w Izbie Lordów. W latach 1805–1806 był członkiem gabinetu jako pierwszy lord Admiralicji. We wrześniu 1805 otrzymał rangę admirała zespołu czerwonego.
Zmarł w 17 czerwca 1813 w wieku 86 lat. Tytuł barona odziedziczyła jego jedyna córka, Diana Noel.